# Ouida

Ouida

Ouida (Bury St. Edmunds, Engeland, 1 januari 1839 – Viareggio, Italië, 25 januari 1908) was het pseudoniem van de Engelse romanschrijfster Maria Louise Ramé (hoewel zij zelf de spelling Marie Louise de la Ramée hanteerde).
Ouida was de dochter van een Franse vader en een Engelse moeder. Haar schrijversnaam verwijst naar de manier waarop zij als peuter haar eigen naam (Louisa) uitsprak.
Haar eerste werken waren korte verhalen die werden gepubliceerd in het tijdschrift Bentley's Miscellany. Zij schreef vervolgens een 40-tal romans, waaronder kinderboeken, en essays. Zij was een dierenrechtenactiviste en had zelf vele honden.
Aanvankelijk woonde zij in Londen, waar zij jarenlang een extravagant leven leidde. Zij omgaf zich met talloze bloemenboeketten en schreef het liefst in bed, bij kaarslicht, met een ganzenveer op violetkleurig papier. In het hotel waar zij verbleef organiseerde ze salons, waarop zij militairen, politici en kunstenaars uitnodigde. Zij oefende, ook in haar boeken, kritiek op de politiek en de samenleving van haar tijd, en had het idee dat zij, via haar boeken en de personen die zij ontving, invloed kon uitoefenen op de (internationale) politiek.
Haar werk was zeer succesvol. Hoewel zij niet wordt beschouwd als een goed romanschrijfster, was zij wel een talentvol verhalenvertelster. Veel boeken zijn nogal sensatiegericht en overgeromantiseerd. Critici merkten op dat zij veel fantasie had, maar weinig echt inzicht had in de omstandigheden van de mensen en situaties waar zij over schreef.

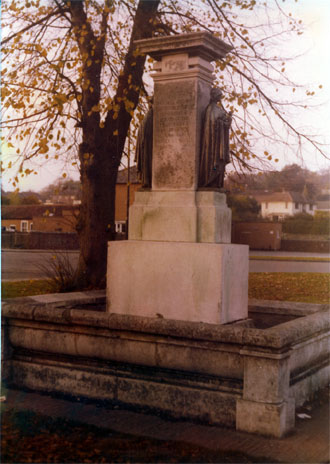
Gedenkteken voor Ouida in Bury St Edmunds

Rond 1874 verhuisde zij naar Italië. Zij bleek niet goed met haar geld overweg te kunnen en zij overleed in armoede.
Na haar dood werd in Engeland geld ingezameld voor een monument in haar geboorteplaats. Het is een fontein die een drinkplaats moest zijn voor paarden en honden. De inscriptie is van de hand van George Curzon en luidt: Her friends have erected this fountain in the place of her birth. Here may God's creatures whom she loved assuage her tender soul as they drink.

## Selecte bibliografie
- Held in Bondage (1863)
- Strathmore (1865)
- Under Two Flags (1867)
- A Dog of Flanders (1872)
- Two Little Wooden Shoes (1874)
- In Maremma (1882)

## Trivia
- De Nederlandse schrijver Louis Couperus, in wiens roman Eline Vere Ouida de geliefde lectuur van de heldin is, heeft op zijn reizen door Italië twee keer een bezoek aan Ouida gebracht. De eerste keer was waarschijnlijk op maandag 7 april 1894, toen Ouida in de Villa Farinola te Scandicci bij Florence woonde. De tweede keer was in de zomer van 1906, waarschijnlijk in een villa te Camaiore bij Viareggio, waar Ouida van november 1905 tot september 1906 gewoond heeft.[1]
- Het Suske en Wiske-verhaal Het dreigende dinges is gebaseerd op het in Japan zeer beroemde verhaal over Nello en Patrache (A Dog of Flanders).